# João Paulo & Daniel Vol. 4
João Paulo & Daniel Vol. 4 é o quarto álbum de estúdio da dupla sertaneja brasileira João Paulo & Daniel. Foi lançado em 1992 pela Chantecler. O álbum vendeu em torno de 90 mil cópias, e teve como  sucessos as canções "Tá Faltando Amor", que, inclusive, ganhou um videoclipe, "Gosto de Hortelã", "Você Virou Mania" e "Fogo de Amor".

## Faixas
| N.º | Título                             | Compositor(es)               | Duração |  |
| 1.  | "Espere por Mim"                   | Fátima Leão / Elias Muniz    | 3:18    |  |
| 2.  | "Tá Faltando Amor"                 | Pinocchio / Daniel           | 3:14    |  |
| 3.  | "Tchau Tchau"                      | Waldir Luz / Grace Barci     | 2:56    |  |
| 4.  | "Dou o Braço a Torcer"             | Edinho da Malta / João Paulo | 3:06    |  |
| 5.  | "Com Quantos Paus Se Faz Uma Cama" | Jefferson Farias / Nino      | 3:11    |  |
| 6.  | "Anjo Meu"                         | Roberta Miranda              | 3:45    |  |
| 7.  | "Você Virou Mania"                 | Maria da Paz / Nino          | 3:19    |  |
| 8.  | "Gosto de Hortelã"                 | Dimarco / José Antônio       | 2:59    |  |
| 9.  | "Fogo de Amor"                     | Jefferson Farias             | 3:14    |  |
| 10. | "Não Espere Amanhecer"             | Edinho da Mata / Paraíso     | 4:03    |  |
| 11. | "Quando Cai a Chuva"               | Joel Marques / Maracaí       | 3:02    |  |
| 12. | "Agito"                            | Pinocchio / Paiva            | 3:03    |  |